# 高校聖夫婦
『高校聖夫婦』（こうこうせいふうふ）は、1983年4月19日から9月27日まで、TBS系列で毎週火曜日20:00 - 20:54に放送された学園ドラマである。
1980年代にブームとなった大映ドラマの初期の作品であり、伊藤麻衣子（のちのいとうまい子）のテレビドラマデビュー作でもある。

## ストーリー
安西俊と上条典子は、同じ学校に通う高校3年生。ある日お互いの事情から、なりゆきでカモフラージュ結婚をすることとなった。俊は、早くに両親を交通事故で亡くし、現在は姉と二人暮らし。学校では、野球部で最後の甲子園出場のチャンスにかけて練習に励んでいた。ところが俊にアメリカ行きの話が持ち上がる。姉がアメリカ人と結婚し、アメリカで生活することが決まり、俊を独り置いておくのが心配となり、一緒に連れて行きたいと言い出す。甲子園に出場したい俊は、姉に典子を恋人と偽り、一緒に暮らしたいと説得を試みる。一方の典子は、最近父親が若い女性と再婚したことから、家を出たいと考えていた。利害が一致したことにより、お互いの家族には恋人同士と偽り、俊の家で生活することを了承してもらおうとする。俊の姉と典子の両親が話し合った結果、正式に結婚することになり、奇妙な共同生活が始まった。
最初は偽装であったが、さまざまな経験を通じて、二人の間には、本物の愛情が芽生え、本当の夫婦になっていく。

## 登場人物
- 安西俊：鶴見辰吾
- 上条（安西）典子：伊藤麻衣子（現いとうまい子）
- 上条隼雄（典子の父親）：名古屋章
- 上条由美（典子の継母）：岡まゆみ
- 安西泰子：五十嵐めぐみ
- チャールズ（泰子の夫）：テリー・オブライエン
- 杉田あゆみ（俊の幼馴染でクラスメート。俊のことを一途に想い続けており、典子に複雑な感情を持っている）：伊藤かずえ
- 高島次郎（典子のクラスメート。典子に好意を抱いている）：佐藤吉郎
- 土屋浩一（俊のチームメイトでクラスメート）：宮田恭男
- 立花真琴（典子の親友でクラスメート）：比企理恵
- 浜野京子（俊の担任、二人を応援）：浅茅陽子
- 大川良樹（典子の担任、二人を応援）：中島久之
- 柳川英雄（体育教師、生活指導。二人を疎ましく思っている）：赤塚真人
- 岩崎校長 : 穂積隆信
- 早川克子（安西家の隣人）：山田邦子
- 遠井節子（克子の同居人）：甲斐智枝美
- 大野勇一郎：坂上二郎
- 大野美也子：冨士真奈美
- 坂田洋子：玉岡加奈子
- 秋葉百合：橋本清美
- 大木戸新子：佐久間レイ
- 久保田由紀：横田早苗
- 松岡妙子：芳賀小百合
- 山田圭子：田中久子
- 岡村昇：円谷浩
- 吉本春夫：岡竜也
- 若葉監督（俊の野球部の監督）：宮崎達也
- 三好圭一（当時ジャニーズJr.）
- 保積ぺぺ
- 南條豊
- 岡本達哉
- 松井きみ江

## スタッフ
- 原作：佐々木守「中学生共和国」
- 脚本：佐々木守、長野洋、江連卓、今井詔二、山中伊知郎
- プロデューサー：春日千春、荒川洋、野村清(TBS)
- 監督：土屋統吾郎、竹本弘一、江崎実生、岡本弘、井上芳夫
- 音楽：坂田晃一
- 主題歌：高田みづえ「純愛さがし」（ユニオンレコード/テイチクレコード）
- 挿入歌：高田みづえ「幸福イミテーション」（ユニオンレコード/テイチクレコード）
- 製作：大映テレビ、TBS

## サブタイトル
| 話数 | 放送日        | サブタイトル               | 脚本       | 監督       | 視聴率 |
| ---- | ------------- | -------------------------- | ---------- | ---------- | ------ |
| 1    | 1983年4月19日 | 先生、ぼくたち結婚しました | 佐々木守   | 土屋統吾郎 | 15.0%  |
| 2    | 4月26日       | 聖生活五つの誓い           | 佐々木守   | 竹本弘一   | 14.1%  |
| 3    | 5月03日       | ふるえる女心               | 長野洋     | 土屋統吾郎 | 11.5%  |
| 4    | 5月10日       | 右の者 退学を命ず          | 今井詔二   | 土屋統吾郎 | 13.5%  |
| 5    | 5月17日       | 破局                       | 江連卓     | 竹本弘一   | 11.6%  |
| 6    | 5月24日       | 招かざる客                 | 江連卓     | 江崎実生   | 15.2%  |
| 7    | 5月31日       | 脱落                       | 今井詔二   | 江崎実生   | 13.4%  |
| 8    | 6月07日       | 想い出づくり               | 今井詔二   | 土屋統吾郎 | 14.3%  |
| 9    | 6月14日       | それは偽りの愛             | 江連卓     | 土屋統吾郎 | 12.3%  |
| 10   | 6月21日       | 神は色々な姿で愛を試す     | 長野洋     | 岡本弘     | 15.8%  |
| 11   | 6月28日       | 純愛ゆえの暴走             | 江連卓     | 土屋統吾郎 | 14.7%  |
| 12   | 7月05日       | 青春の甘い誘惑             | 今井詔二   | 井上芳夫   | 15.8%  |
| 13   | 7月12日       | 愛を超える愛               | 佐々木守   | 江崎実生   | 11.0%  |
| 14   | 7月19日       | 夏は別れの季節             | 佐々木守   | 江崎実生   | 13.0%  |
| 15   | 7月26日       | 一人ぼっちの夏             | 江連卓     | 土屋統吾郎 | 13.6%  |
| 16   | 8月02日       | さよなら聖少女             | 佐々木守   | 土屋統吾郎 | 17.1%  |
| 17   | 8月16日       | 奪うだけの愛               | 江連卓     | 江崎実生   | 15.4%  |
| 18   | 8月23日       | 波に裂かれた愛             | 江連卓     | 江崎実生   | 17.1%  |
| 19   | 8月30日       | 私だって愛が欲しい         | 山中伊知郎 | 土屋統吾郎 | 12.2%  |
| 20   | 9月06日       | 落ちこぼれの愛             | 長野洋     | 土屋統吾郎 | 12.6%  |
| 21   | 9月13日       | 青春悲しみ交差点           | 江連卓     | 江崎実生   | 14.8%  |
| 22   | 9月20日       | 赤ちゃんが欲しい           | 佐々木守   | 江崎実生   | 22.1%  |
| 23   | 9月27日       | 完全なる結婚               | 佐々木守   | 土屋統吾郎 | 18.8%  |